# Pierrette Hélène Pinet
Pierrette Hélène Pinet, död 1782, var en fransk skådespelare.  Hon var känd under artistnamnet Mademoiselle d'Épinay och Mademoiselle Molé på Comédie-Française i Paris, där hon var engagerad 1761-1769. 
Hon spelade kärlekshjältinnor i komedier och rollen som förtrogen i tragedier.